# Джузеппе Валеріані
Джузеппе Валеріані (італ. Giuseppe Valeriani; 1708(?), Рим, — 1761, Петербург) — італійський художник доби пізнього бароко, займався живописом і театрально-декораційним мистецтвом, (сценограф). Майстер ведути і плафонів.
Слід відрізняти його від попередника XVI століття з майже тим же ім'ям — Джузеппе Валеріано (1542—1596), представника стилю маньєризм, що працював в Італії та Іспанії.

## Біографія коротко

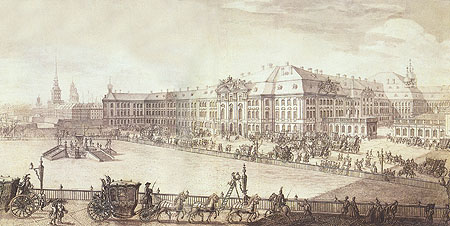
Михайло Махаєв, гравюра «Зимовий палац і Палацова площа»

Точної дати народження невідомо, ймовірно, 1708 рік. Народився в місті Рим.
Художнє навчання у М. Річчі в місті Венеція. Вважався конкурентом відомих театральних художників Італії — братів Бібієна.
З 1720 по 1742 рік — працював в Венеції, де отримав замову на службу в Петербург. В столицю Російської імперії прибув разом з оперним композитором Франческо Арайя (1700—1767), що був надвірним капельмейстером двох російських імператриць.
У 1745 р. професор Петербурзької академії наук.
1742—1761 рр. працював в Петербурзі, де і помер.
Мав майстерню в Петербурзі, де під його наглядом працювали Карл Легрен та Левицький Дмитро Григорович, відомий портретист в Петербурзі, українець за походженням.
Сценографа і художника Джузеппе Валеріані згадував у своїх творах історіограф Якоб Штелін.

## Вибрані твори

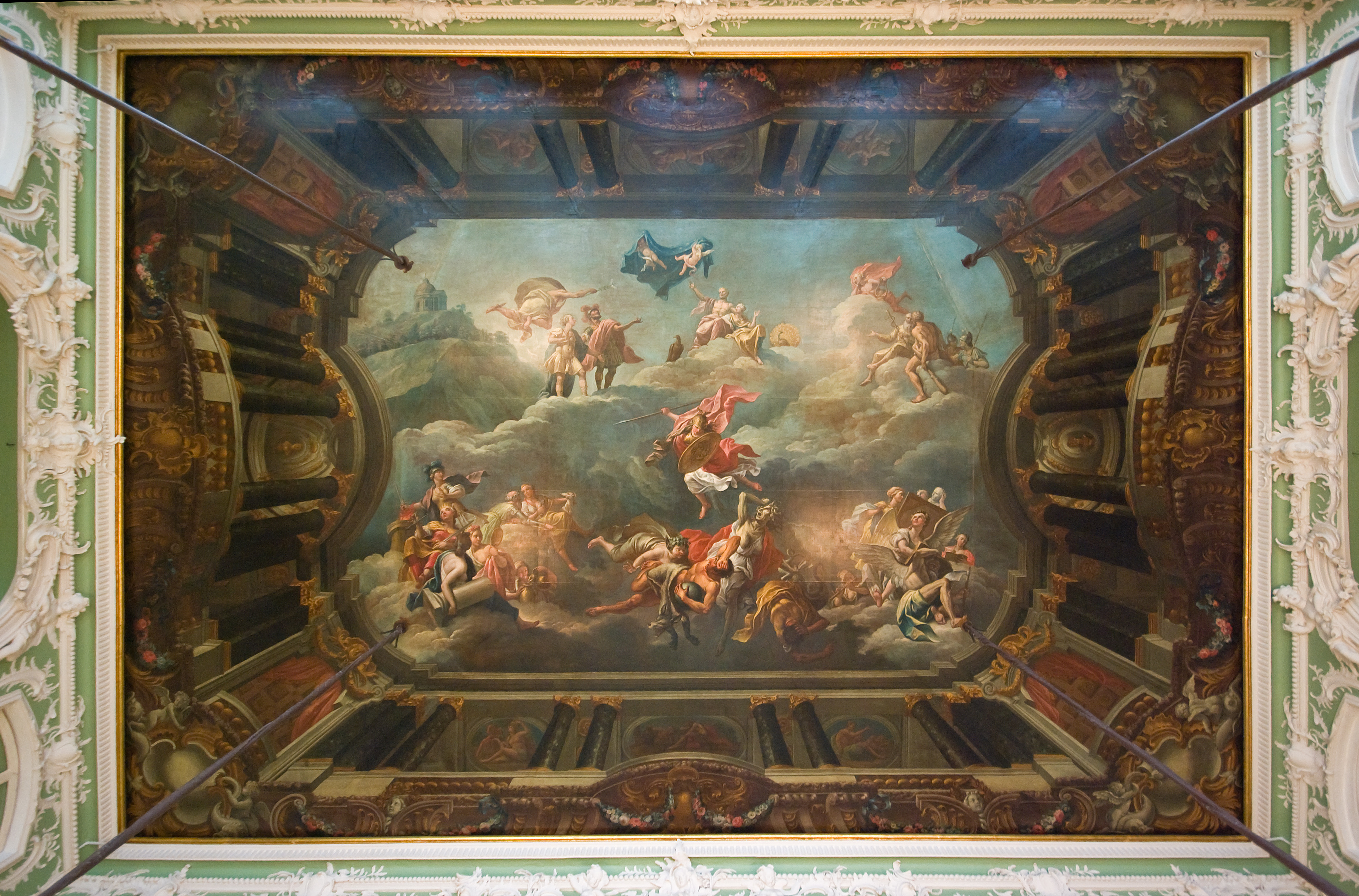
Строгановський палац.
- Плафон (живопис) «Мандри Телемака», худ. Джузеппе Валеріані

- Плафон (живопис) в Великому Царськосільському палаці.
- Плафон (живопис) в церкві Воскресіння Христа (Великий Царськосільський палац, знищений при пожежі ).
- Плафон (живопис) в царському палаці, Петергоф (палацово-парковий ансамбль)
- Плафон (живопис) «Мандри Телемака» в Великій залі палацу Строганова, Петербург.
- 10 картин — ведут, музей Ермітаж («Колізей в Римі», «Фонтан на площі Сан П'єтро ін Монторіо в Римі», «Порта Ріпетта в Римі» тощо).
- Театральні декорації  1755 р. до опери композитора Франческо Арайї «Прихисток миру», вистава в театральній залі Картинного будинку в Оранієнбаумі.